# Río Tsjenistskali

Río Tsjenistskali (en rojo) en el mapa de Georgia.

El río Tsjenistskali (en georgiano: ცხენისწყალი, Cxenisċqali) es un río en el norte de Georgia, afluente del río Rioni cuya longitud es de 184 km. Su nacimiento se encuentra en la cadena principal de las montañas del Cáucaso, en la parte más oriental del municipio de Lenteji, baja Svanetia. Fluye a través de los pequeños pueblos de Lenteji y Tsageri y se une al Rioni cerca del pueblo de Samtredia. Los principales afluentes de Tsjenistskali son: Zsekho, Jeleldula, Janolula (por la derecha), Kobishuri, Leuseri, Jopuri (por la izquierda). 